# Carl Bertling
Carl Bertling, auch Karl Bertling (* 7. September 1835 in Dahlinghausen, Königreich Hannover; † 23. Februar 1918 in Wachau, Königreich Sachsen), war ein deutscher Historien-, Porträt- und Genremaler sowie Illustrator der Düsseldorfer Schule.

## Leben
Ab 1852 studierte Bertling an der Kunstakademie Düsseldorf Malerei. Unter Leitung von Wilhelm von Schadow schuf er sein erstes bekanntes Bild unter dem Titel Hagar und Ismael. Ein weiterer Lehrer an der Düsseldorfer Akademie war der Maler Eduard Bendemann. Ihm half er in den Jahren 1862 bis 1864 bei der Ausführung des Monumentalgemäldes Kain und Abel (Der Tod Abels), das heute im Treppenhaus des ehemaligen Naumburger Schwurgerichts hängt. Bertling war Mitglied des Künstlervereins Malkasten. Zu seinem Freundeskreis zählte der Tiermaler Christian Kröner. 1879 zog Bertling nach Dresden. 1898 wohnte er dort in der Inneren Altstadt in der Maxstraße 5.

## Werke (Auswahl)
- Hagar und Ismael

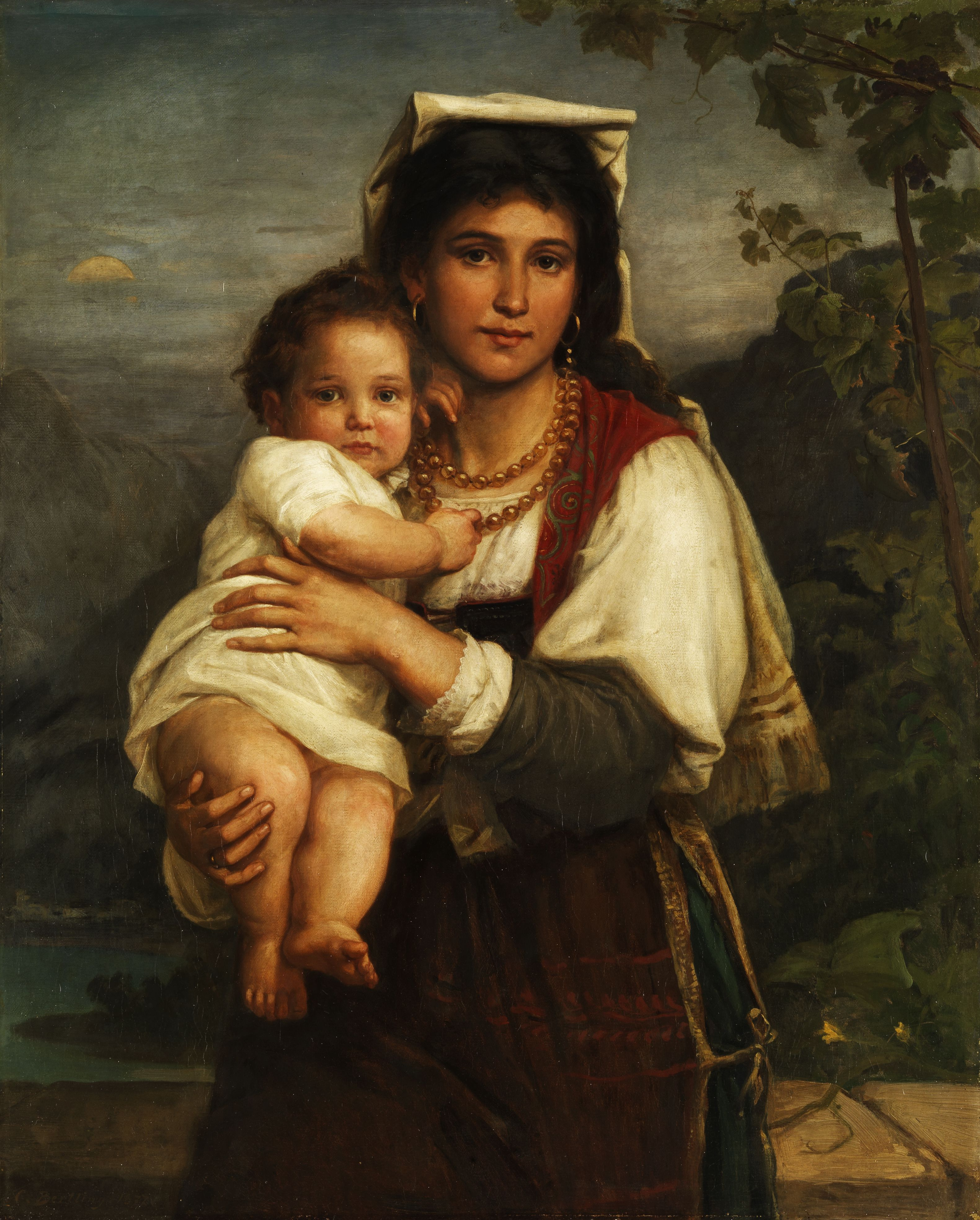
Junge Römerin mit Kind, 1877

- Kain und Abel (Der Tod Abels), 1860–1864, heute Justizvollzugsanstalt Naumburg, ab 1862 Mitwirkung bei der Ausführung nach einem Karton von Eduard Bendemann
- Ahasver, Illustration (in: Deutsches Künstler-Album[4])
- Auferstandener Erlöser, 1869, Altarbild
- Lorelei, 1871
- Nacht und Morgen, 1874, allegorische Wandgemälde in Wachsfarben für das Treppenhaus der Villa Böker, Bonn
- Junge Römerin mit Kind, 1877, der Sixtinischen Madonna nachempfunden
- Philosoph, 1885
- Schneewittchen und die sieben Zwerge, 1886
- Chorfenster mit Christus und den Evangelisten in der Nathanaelkirche Leipzig, 1887[5][6]
- Hermaphroditus und Salmacis, 1892
- Kreuzigung Jesu, 1893, Altarfenster (Mittelfenster des Chorraums) in der Christuskirche Freital-Deuben[7]
- Christi Versuchung, 1902, Bild in der Dorfkirche von Dresden-Schönborn
- Diana weckt Apollo, 1910
- Beduinenfrau auf einem Nilboot mit Ausblick auf eine Pyramide, 1911